# بحر الغيوم

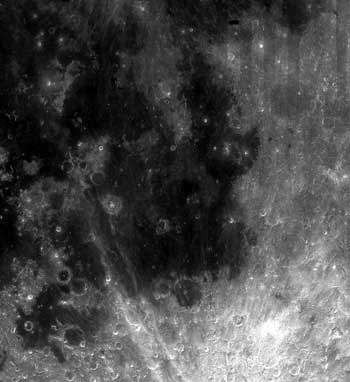
بحر الغيوم

بحر الغيوم  (باللاتينية: Mare Nubium) هو بحر قمري يقع حنوب شرقي محيط العواصف.
كما هو الحال مع أغلب البحار القمرية، فإن التسمية تعود إلى سنة 1651 من الفلكي جيوفاني باتيستا ريتشيولي، الذي أصبحت تسمياته لها قياسية.